# John Bernhard Rekstad
John Bernhard Rekstad (2. října 1852 – 1. dubna 1934) byl norský geolog a amatérský fotograf.

## Životopis
Rekstad se narodil v Trondenes v hrabství Troms v Norsku. V roce 1887 absolvoval učitelské zkoušky a poté vyučoval na středních školách v Rørosu, Namsosu a Lillehammeru. Od roku 1896 do roku 1900 byl pomocným instruktorem na v Bergenské katedrální škole. V roce 1900 se stal prvním geologem norského geologického průzkumu v Kristianii (nyní Oslo). Specializoval se na glaciologii (v letech 1890 a 1891 zkoumal celý rozsah ledovců Svartisen) a norská ledovcová ložiska. Vytvořil geologické mapy pro Norský geologický průzkum, zejména pro západní Norsko, Jotunheimen a Nordland a vydal řadu geologických článků. Zemřel 1. dubna 1934. Byl členem Norské akademie věd.

## Fotografie

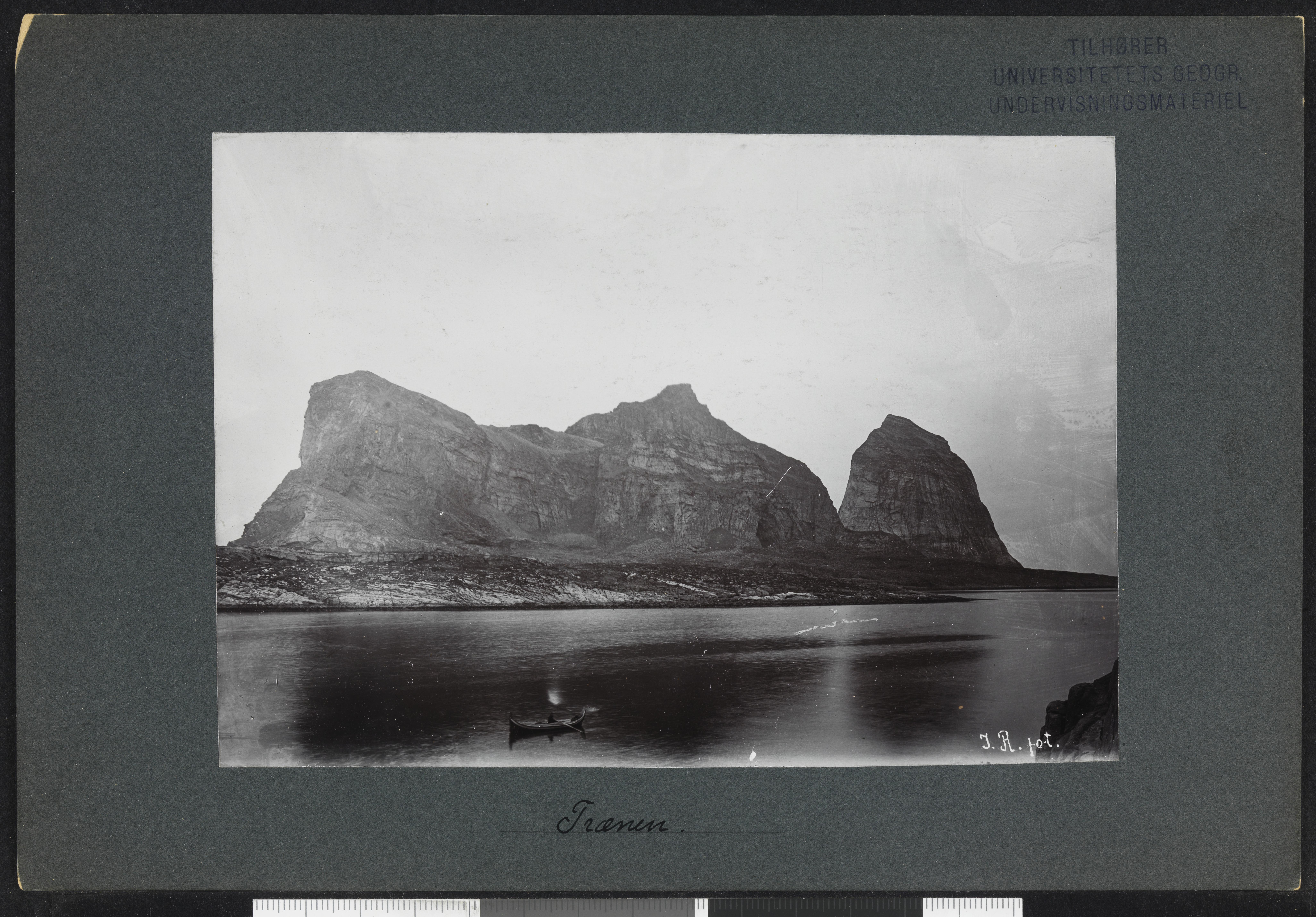
Sanna, neznámé datum

Rekstad byl také vášnivým amatérským fotografem. Jeho geologické výzkumné cesty ho zavedly po celém Norsku a jeho fotografická kamera byla na jeho expedicích vždy s ním. Fotografoval především geologické útvary, hory, ledovce a vzorky hornin. Fotografoval však také mnoho překvapujících fotografií osad a lidi kolem sebe. Sbírku negativů tvoří 2 640 skleněných desek a negativů. Jeho fotografie jsou uloženy ve sbírce Rekstad (Rekstads samling) v knihovně Univerzity v Bergenu.

## Dědictví
Po Rekstadovi bylo pojmenováno pohoří Rekstadfjella na souostroví Svalbard.

## Galerie

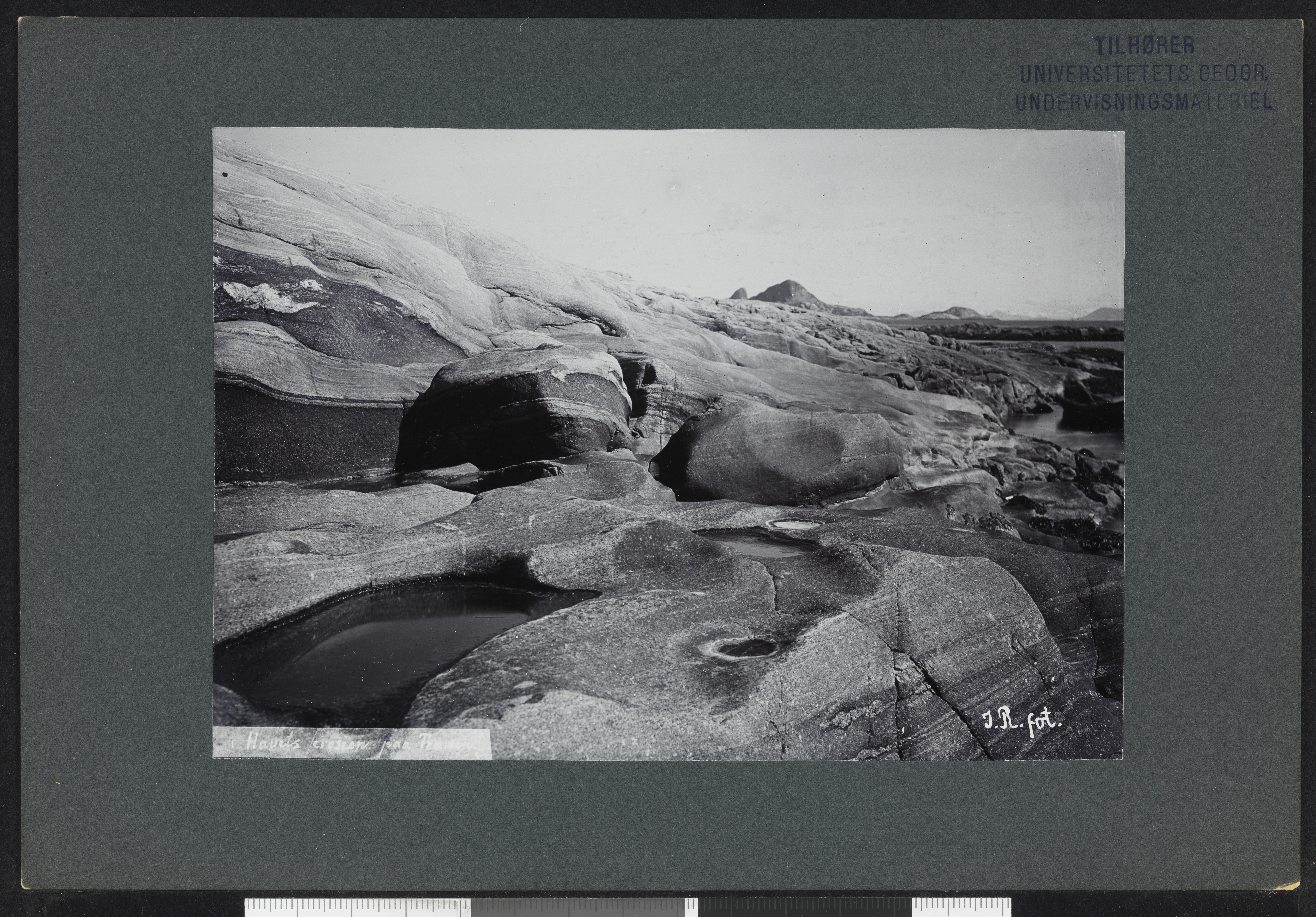
Mořská eroze na stromech, Trænen
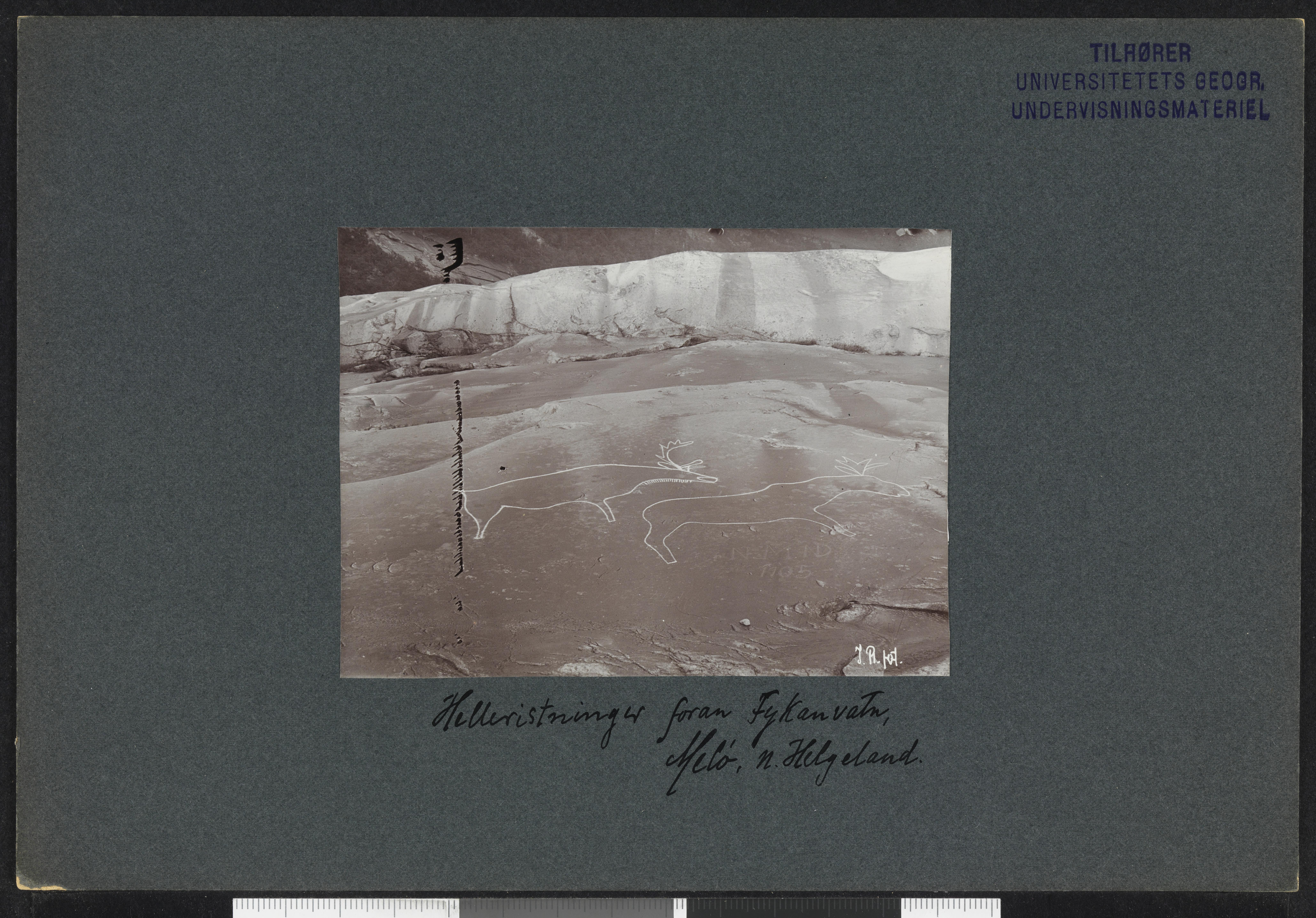
Skalní řezby před Fykanvatn, Melø, n. Helgeland
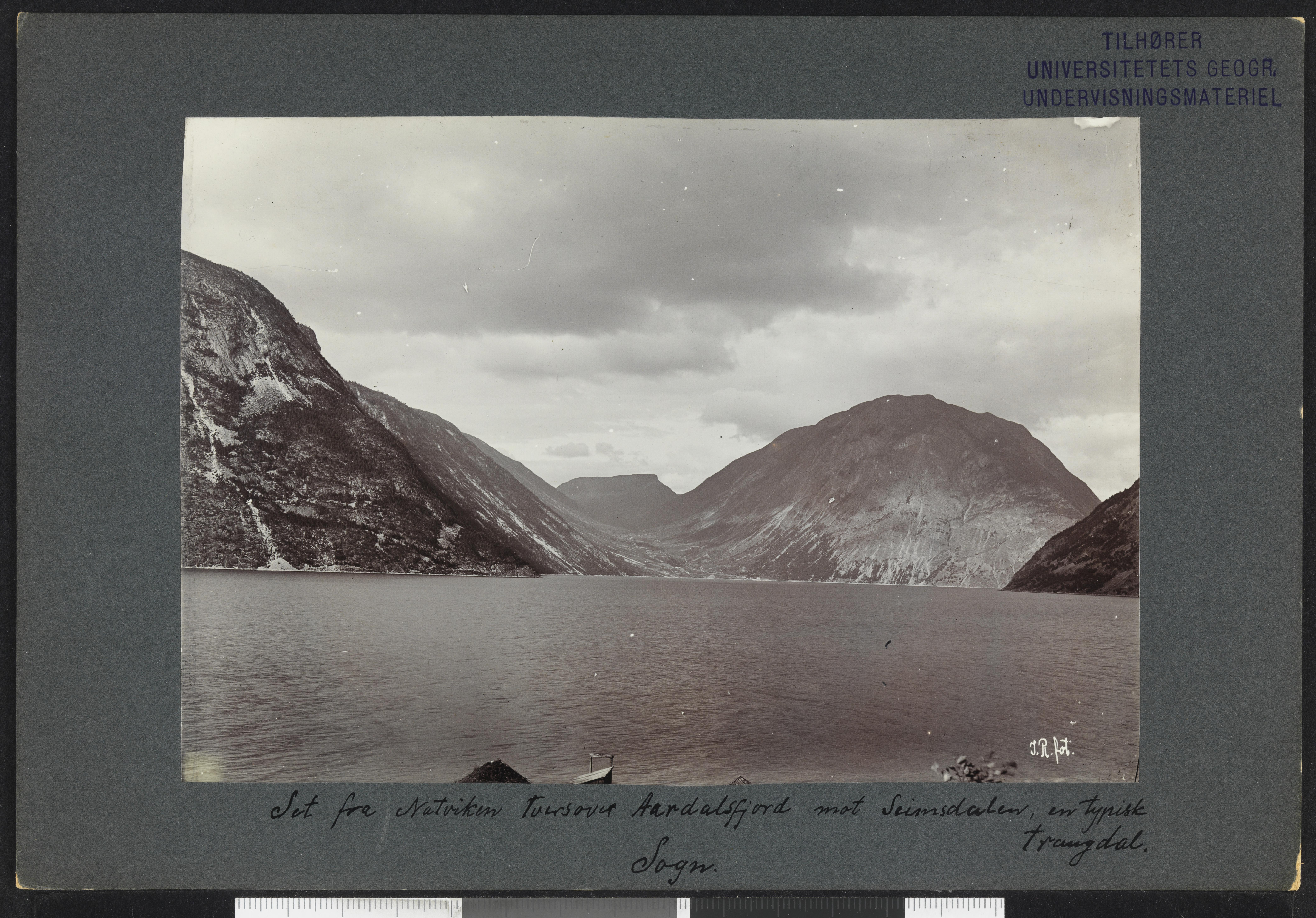
Pohled na Natviken, Tversover Aardalsfjord proti Seimsdalen
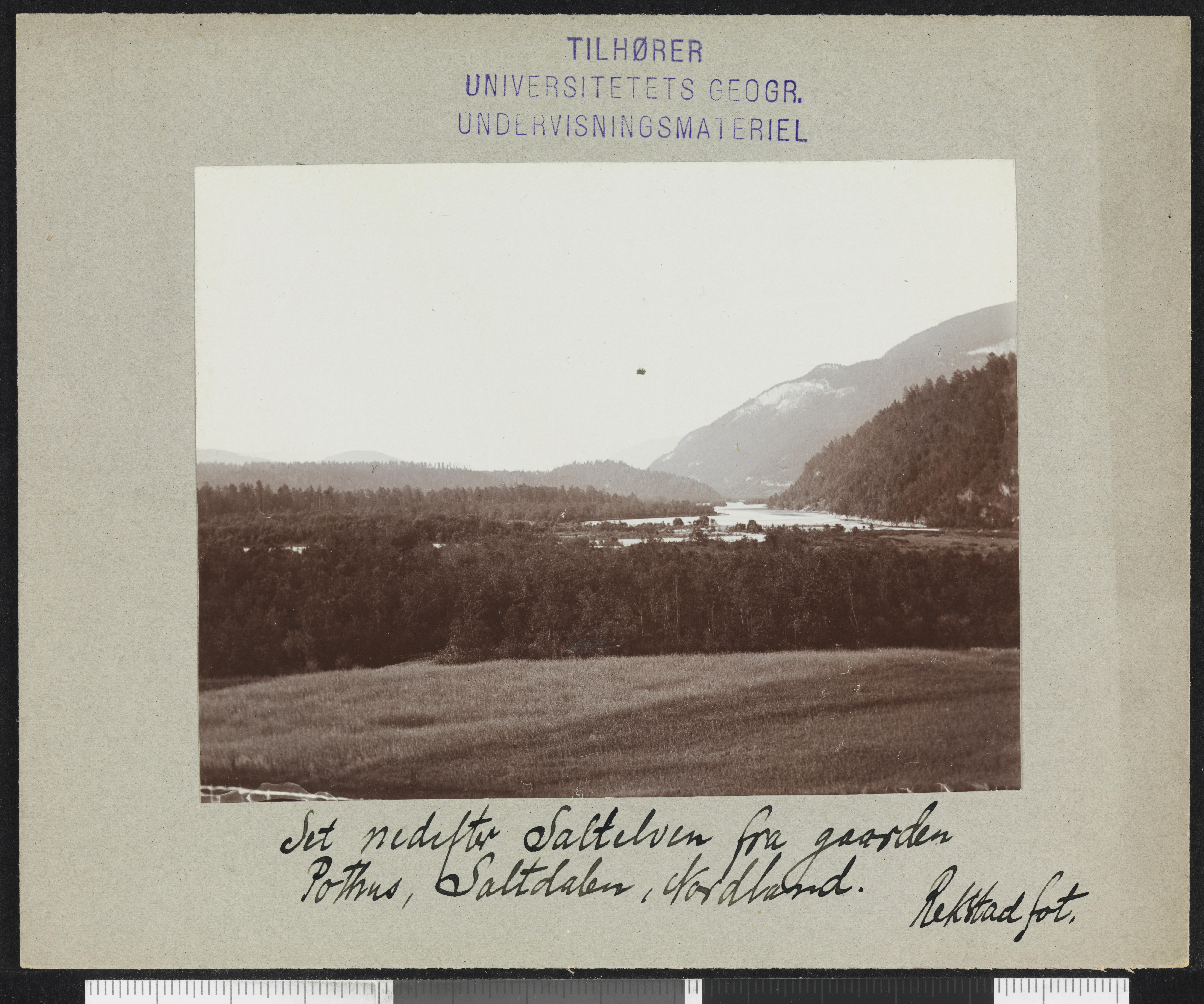
Pohled na Saltelven z oblasti Garden Pothus, Saltdalen, Norsko
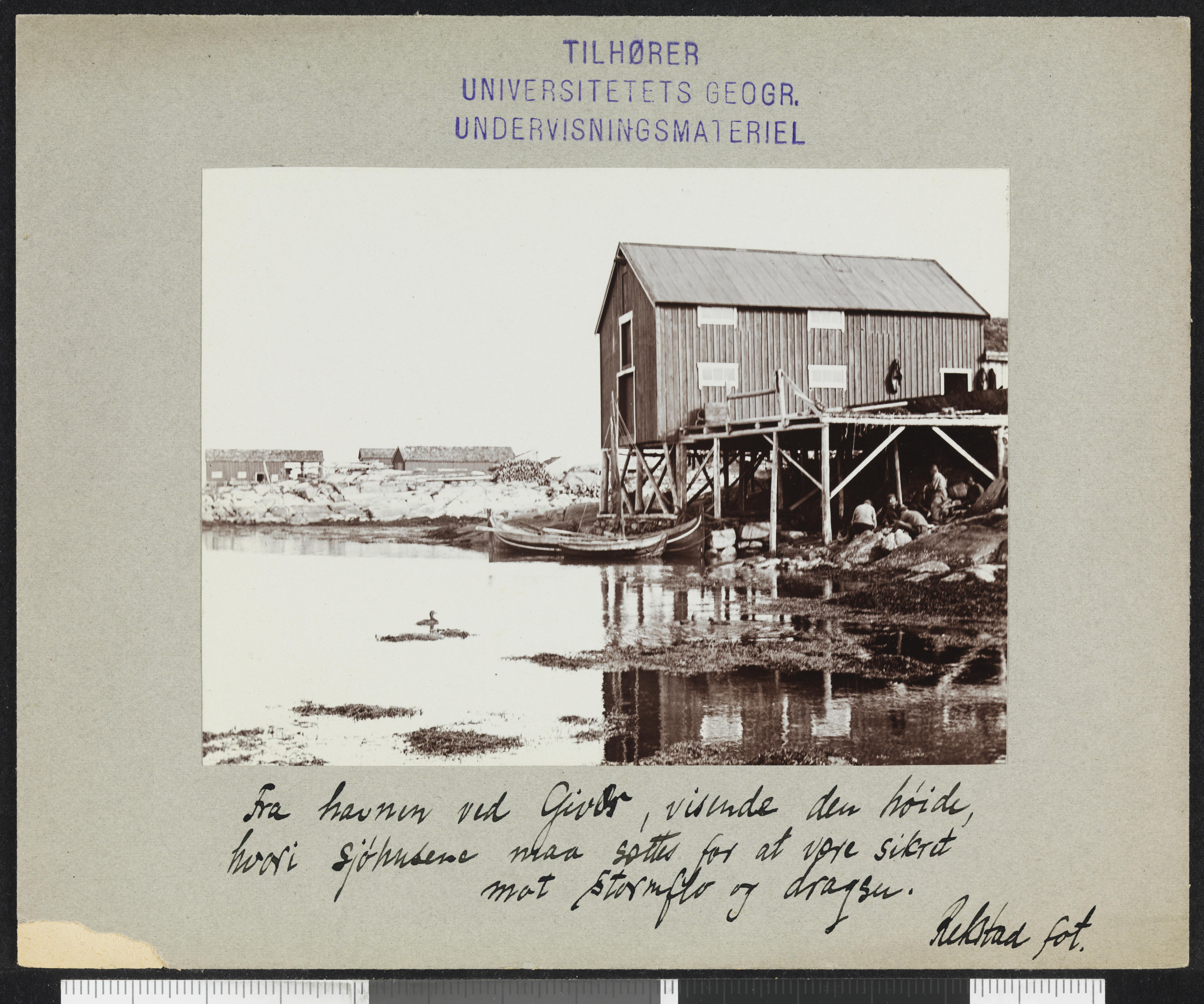
Sjøhus
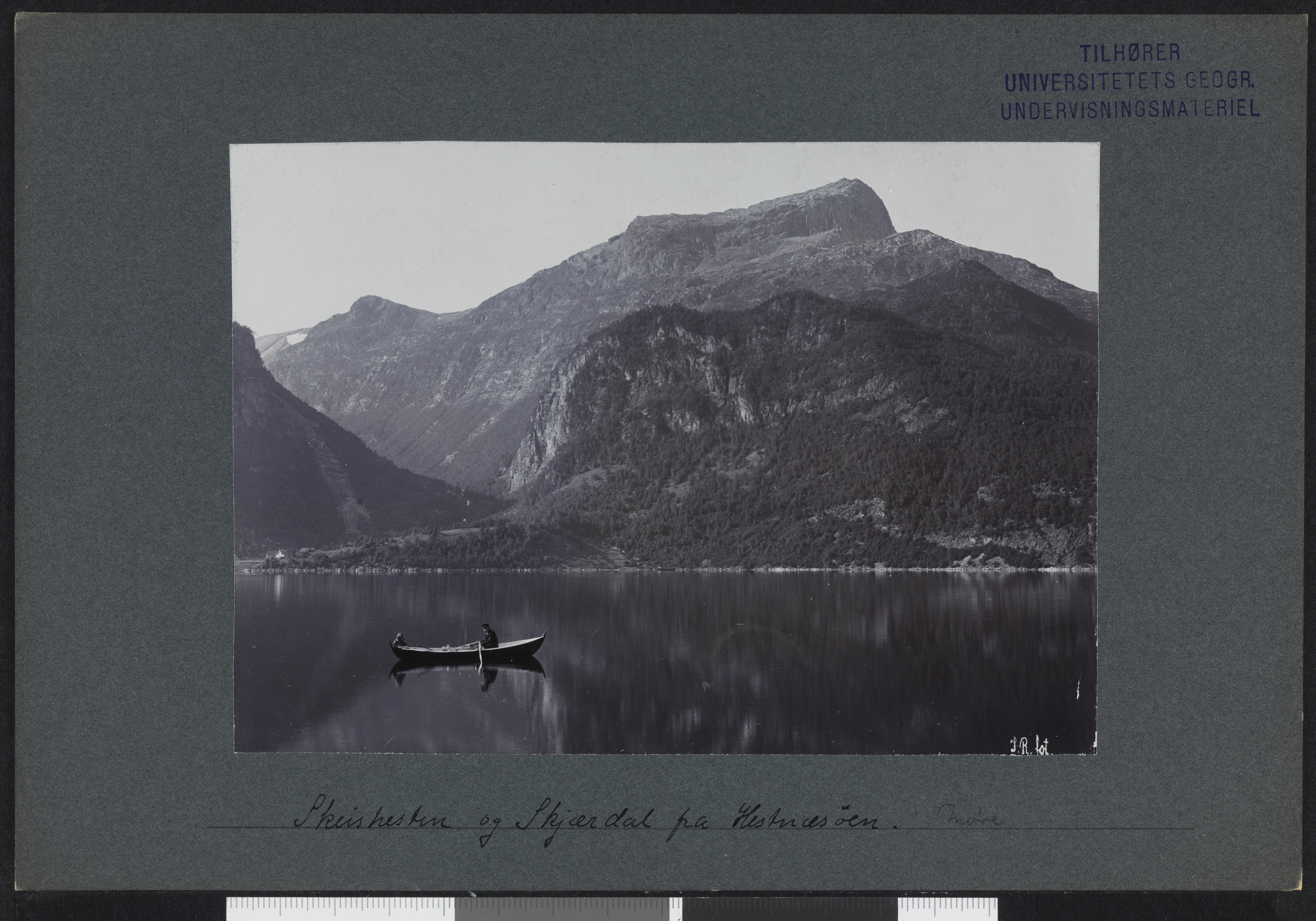
Skieshesten a Skjærdal z Hestnæsøenu